# Sick of It All (EP)
A Sick of It All az ugyanilyen nevű együttes legelső középlemeze (EP). Az albumot a Revelation Records adta ki 1987-ben. Mára már ritkaságnak számít.

## Dalok
1. It's Clobberin' Time – 0:45
2. Just Lies – 0:45
3. Pete's Sake – 0:54
4. Friends Like You – 1:06
5. Bullshit Justice – 1:40
6. Pay the Price – 0:45
7. Pushed Too Far – 0:57
8. Give Respect – 0:54
9. The Deal – 1:07
10. N.S./My Revenge – 1:13